# アニ店特急
アニ店特急(あにてんとっきゅう)は、アニメイトが2007年夏からコミックマーケットに合わせて運行しているバス、およびそのイベント全体の名称。

## 概要
2007年夏に開始、以降2013年まで基本的にコミックマーケット会場の東京国際展示場から池袋店か秋葉原店への直行便として運行。ただし、秋葉原ではなく新宿店に変更されたことがあるほか、2008年冬は帰省客向けとして東京駅便が設定、2012年夏は渋谷店も運行されたことがあり、2013年冬は秋葉原店便のみ運行、詳細はそれぞれ下記を参照。乗車アニメイト店舗もしくは通信販売にて事前にチケットを購入する必要がある。送迎中流れるオリジナルDJラジオが特色の一つとなっている。『アニメ店長』などの関係からか、オリジナルDJラジオには毎回、主人公である兄沢命斗役の関智一が参加している。また、岩田光央も、2007年冬・2008年夏と続いて参加している。

### コラボ一覧
| 運行時期 | 便         | コラボ作品                                                    | パーソナリティ                          | 備考   |
| -------- | ---------- | ------------------------------------------------------------- | --------------------------------------- | ------ |
| 2007年夏 | 池袋店便   | 『アニメ店長 FIRE WAVE』                                      | 関智一 関俊彦                           | [ 3 ]  |
| 2007年夏 | 秋葉原店便 | 『國府田マリ子のお願い!ぽちっとな。』                         | 三木眞一郎 國府田マリ子                 | [ 3 ]  |
| 2007年冬 | 池袋店便   | 『アニメ店長 FIRE WAVE』 『アニメ店長B'店長候補生』           | 関智一 岩田光央 遊佐浩二                |        |
| 2007年冬 | 秋葉原店便 | 『アニメ店長 FIRE WAVE』                                      | 関智一 岩田光央 藤田咲                  |        |
| 2008年夏 | 池袋店便   | 『岩田光央・鈴村健一 スウィートイグニッション』               | 岩田光央 鈴村健一                       | 後述   |
| 2008年夏 | 秋葉原店便 | 『らき☆すた』                                                 | 関智一 加藤英美里 福原香織              | 後述   |
| 2008年冬 | 池袋店便   | -                                                             | 関智一 吉野裕行 鈴木達央 KENN           | [ 8 ]  |
| 2008年冬 | 秋葉原店便 | 『ひぐらしのなく頃に』                                        | 関智一 中原麻衣                         |        |
| 2008年冬 | 東京駅便   | -                                                             | 関智一                                  | [ 9 ]  |
| 2009年夏 | 池袋店便   | 『薄桜鬼 〜新選組奇譚〜』                                     | 関智一 三木眞一郎 鳥海浩輔 森久保祥太郎 |        |
| 2009年夏 | 秋葉原店便 | 『狼と香辛料II』                                              | 関智一 小清水亜美 福山潤                |        |
| 2009年冬 | 池袋店便   | 『デュラララ!!』                                              | -                                       |        |
| 2009年冬 | 秋葉原店便 | 『生徒会の一存』                                              | -                                       |        |
| 2010年夏 | 池袋店便   | -                                                             | -                                       |        |
| 2010年夏 | 秋葉原店便 | -                                                             | -                                       |        |
| 2010年冬 | 池袋店便   | -                                                             | -                                       |        |
| 2010年冬 | 秋葉原店便 | 『俺の妹がこんなに可愛いわけがない』                          | 関智一 竹達彩奈 花澤香菜                |        |
| 2011年夏 | 池袋店便   | 『青の祓魔師』 （『青エクラジオ みんなで魔神を倒し魔SHOW!』） | 関智一 岡本信彦 藤原啓治                |        |
| 2011年夏 | 秋葉原店便 | 『侵略!?イカ娘』                                              | 関智一 金元寿子                         |        |
| 2011年冬 | 池袋店便   | 『うたの☆プリンスさまっ♪』                                    | 関智一 谷山紀章 下野紘 森久保祥太郎     |        |
| 2011年冬 | 新宿店便   | 『うたの☆プリンスさまっ♪』                                    | 関智一 谷山紀章 下野紘 森久保祥太郎     |        |
| 2012年夏 | 池袋店便   | 『うたの☆プリンスさまっ♪』                                    | -                                       |        |
| 2012年夏 | 渋谷店便   | 『うたの☆プリンスさまっ♪』                                    | -                                       |        |
| 2012年夏 | 新宿店便   | -                                                             | 平川大輔 下野紘                         | [ 11 ] |
| 2012年冬 | 池袋店便   | 『K』                                                         | -                                       |        |
| 2012年冬 | 秋葉原店便 | 『生徒会の一存 Lv.2』                                         | -                                       |        |
| 2013年夏 | 池袋店便   | 『うたの☆プリンスさまっ♪』                                    | -                                       |        |
| 2013年夏 | 新宿店便   | 『うたの☆プリンスさまっ♪』                                    | -                                       |        |
| 2013年冬 | 秋葉原店便 | 『艦隊これくしょん -艦これ-』 『ガールズ&パンツァー』         | -                                       |        |

## 関連作品

### 『アニメ店長』との関連
オリジナルDJラジオ内のラジオドラマは、多くの場合『アニメ店長』の世界観を舞台としている。また、『アニメ店長』の原作者でキャラクターデザインも行っている島本和彦がアニ店特急の広告のデザインを担当している。
また、『アニメ店長』の作品世界内でも同様のイベントが行われており、本社の人間に赤字しか生まないと指摘されている。だが、その後、その本社の人間もアニ店特急に乗り、そのすばらしさを実感している。

### 『らき☆すた』との関連
『らき☆すた』のアニメ版に兄沢やラミカや高橋が、ゲーム版に兄沢と殿鬼が登場するなど、元々『アニメ店長』と関係がある作品であるが、2008年夏ではそれを生かし加藤英美里（柊かがみ役）と福原香織（柊つかさ役）をゲストとして出演させている。
『らき☆すた』のレギュラー声優陣が参加したのは2008年夏がはじめてであるが、2007年夏では三木眞一郎演じる秋葉原店店長の殿鬼ガイが登場し、前回の2007年冬で遊佐浩二の演じたウラタ店長が京都店店長であったり、2008年夏の別の便の鈴村健一の演じたリュウタ店長が大宮店店長であったりと、アニメ版の『らき☆すた』で登場したアニメイトを全て登場させており、それ以前から『らき☆すた』を意識していた可能性がある。
2008年夏で参加した加藤英美里と福原香織は、それぞれTVアニメ『らき☆すた』で柊かがみと柊つかさを担当しているが、その後別の役で参加した小清水亜美（2009年夏のイベントに参加）と中原麻衣（2008年冬のイベントに参加）もTVアニメ以前のドラマCD『らき☆すた』で柊かがみと柊つかさを担当していた。

### 『スウィートイグニッション』との関連
上記の通り、『岩田光央・鈴村健一 スウィートイグニッション』内のCMでも2008年夏のCMが放送された。このCMでは、『アニメ店長 スウィートイグニッション 店長候補生』バージョンと『イマジンあにめ』ならぬ『仮面ライダー電王 スウィートイグニッション イマジンらじお』バージョンが放送された。『店長候補生』バージョンでは、岩田光央が持ち役の山田聖徳となり、鈴村健一演じるリュウタ店長(大宮店店長)との大宮店との攻防を描くという事実を交えたものとなっており(詳しくは、アニメ店長#アニメイト大宮店を参照)、『イマジンらじお』バージョンでは、鈴村健一が持ち役のリュタロスを演じており、ピンクラビットイマジンとの対決を描いている。

### 『仮面ライダー電王』との関連
『仮面ライダー電王』を意識してか、『電王』に登場する主要な怪人を担当した声優陣が多く参加している。元々、関俊彦(モモタロス役)や三木眞一郎(ジーク役)は、上記の『アニメ店長』で雷場竜や殿鬼ガイを演じているため、2007年夏のそれは偶然かもしれないが、2007年冬では遊佐浩二(ウラタロス役)がウラタという憑依能力のあるキャラクターを演じ、2008年夏のラジオCMでも鈴村健一(リュウタロス役)が憑依能力のあるリュウタというキャラクターを演じている(これらの憑依は、『電王』の主要なイマジンたちが憑依して主人公とともに戦う事へのパロディ)。2008年夏のCMでは、『イマジンらじお』という『電王』の世界観そのままのラジオドラマを行っている。
また、上記の声優陣のかぶりなどから、オリジナルDJラジオで『電王』の話題になることが多く、特に2007年冬では、最終回というクライマックスを迎えていたこともあり、話題が持ちきりとなった。
なお、関俊彦がモモタロス役を演じることになった理由の一つが、島本和彦（『アニメ店長』原作者）の『炎の転校生』での主役（滝沢昇）を演じたことが縁となっている。